# Scottish First Division 2009-2010
La Scottish First Division 2009-2010 è stata la 104ª edizione della seconda serie del campionato di calcio scozzese, la 15ª edizione nel formato corrente di 10 squadre, sotto l'organizzazione della Scottish Football League (SFL). La stagione è iniziata l'8 agosto 2009 e si è conclusa il 16 maggio 2010.

L'Inverness ha vinto il campionato ed è stato promosso direttamente in Scottish Premier League.

L'Ayr United, classificatosi all'ultimo posto, è stato retrocesso direttamente in Scottish Second Division. L'Airdrie United ha perso i playoff First Division/Second Division ed è stato retrocesso in Scottish Second Division.

## Stagione

### Novità
Dalla First Division 2008-2009 il St. Johnstone, primo classificato, è stato promosso in Premier League 2009-2010. Il Clyde, classificatosi all'ultimo posto, è stato retrocesso direttamente in Second Division 2009-2010. Il Livingston, classificatosi al 7º posto, è stato retrocesso direttamente in Third Division 2009-2010 per irregolarità finanziarie.

Dalla Premier League 2008-2009 è stato retrocesso l'Inverness. Dalla Second Division 2008-2009 sono stati promossi il Raith Rovers, primo classificato, e l'Ayr United, vincitore dei playoff.

### Formula
Il campionato è composto di 10 squadre che si affrontano in un doppio girone di andata-ritorno per un totale di 36 giornate.

La prima classificata viene promossa direttamente in Scottish Premier League. L'ultima classificata viene retrocessa direttamente in Scottish Second Division. La 9ª classificata partecipa ai playoff per un posto in Scottish First Division assieme alla 2ª, alla 3ª e alla 4ª classificata in Scottish Second Division 2009-2010.

## Squadre partecipanti
| Club               | Città       | Stadio                   | Stagione precedente         |
| ------------------ | ----------- | ------------------------ | --------------------------- |
| Airdrie Utd        | Airdrie     | Excelsior Stadium        | 9º posto                    |
| Ayr Utd            | Ayr         | Somerset Park            | 2º posto in Second Division |
| Dundee             | Dundee      | Dens Park                | 4º posto                    |
| Dunfermline        | Dunfermline | East End Park            | 3º posto                    |
| Greenock Morton    | Greenock    | Cappielow Park           | 6º posto                    |
| Inverness          | Inverness   | Caledonian Stadium       | 12º posto in Premier League |
| Partick Thistle    | Glasgow     | Firhill Stadium          | 2º posto                    |
| Queen of the South | Dumfries    | Palmerston Park          | 5º posto                    |
| Raith Rovers       | Kirkcaldy   | Stark's Park             | 1º posto in Second Division |
| Ross County        | Dingwall    | Victoria Park (Dingwall) | 8º posto                    |

## Classifica finale
|  | Pos. | Squadra            | Pt | G  | V  | N  | P  | GF | GS | DR  |
|  | ---- | ------------------ | -- | -- | -- | -- | -- | -- | -- | --- |
|  | 1.   | Inverness          | 73 | 36 | 21 | 10 | 5  | 72 | 32 | +40 |
|  | 2.   | Dundee             | 61 | 36 | 16 | 13 | 7  | 48 | 34 | +14 |
|  | 3.   | Dunfermline        | 58 | 36 | 17 | 7  | 12 | 54 | 44 | +10 |
|  | 4.   | Queen of the South | 56 | 36 | 15 | 11 | 10 | 53 | 40 | +13 |
|  | 5.   | Ross County        | 56 | 36 | 15 | 11 | 10 | 46 | 44 | +2  |
|  | 6.   | Partick Thistle    | 48 | 36 | 14 | 6  | 16 | 43 | 40 | +3  |
|  | 7.   | Raith Rovers       | 42 | 36 | 11 | 9  | 16 | 36 | 47 | -11 |
|  | 8.   | Greenock Morton    | 37 | 36 | 11 | 4  | 21 | 40 | 65 | -25 |
|  | 9.   | Airdrie Utd        | 33 | 36 | 8  | 9  | 19 | 41 | 56 | -15 |
|  | 10.  | Ayr Utd            | 31 | 36 | 7  | 10 | 19 | 29 | 60 | -31 |

Legenda:

      Promossa in Premier League 2010-2011
 Qualificata ai play-off
      Retrocessa in Second Division 2010-2011
Tre punti a vittoria, uno a pareggio, zero a sconfitta.
La classifica viene stilata secondo i seguenti criteri:
- Punti conquistati
- Differenza reti generale
- Reti totali realizzate
- Punti realizzati negli scontri diretti
- Differenza reti negli scontri diretti
- Reti realizzate negli scontri diretti
- play-off (solo per definire la promozione, la retrocessione e i playoff)

### Verdetti
- Inverness vincitore della Scottish First Division e promosso in Scottish Premier League 2010-2011
- Airdrie United perdente i playoff e retrocesso in Scottish Second Division 2010-2011
- Ayr United retrocesso in Scottish Second Division 2010-2011.

## Spareggi

### Playoff First Division/Second Division
Ai play-off partecipano la 2ª, 3ª e 4ª classificata della Second Division 2009-2010 (Alloa Athletic, Cowdenbeath, Brechin City) e la 9ª classificata della First Division (Airdrie United).

#### Semifinali
| Squadra 1    | Totale | Squadra 2      | Andata | Ritorno |
| ------------ | ------ | -------------- | ------ | ------- |
| Cowdenbeath  | 3 – 1  | Alloa Athletic | 1 – 1  | 2 – 0   |
| Brechin City | 3 – 1  | Airdrie Utd    | 2 – 1  | 1 - 0   |

#### Finale
| Squadra 1   | Totale | Squadra 2    | Andata | Ritorno |
| ----------- | ------ | ------------ | ------ | ------- |
| Cowdenbeath | 3 – 0  | Brechin City | 0 – 0  | 3 – 0   |

## Statistiche

### Classifica marcatori
| Gol |  |  | Giocatore       | Squadra     |
| --- |  |  | --------------- | ----------- |
| 24  |  |  | Adam Rooney     | Inverness   |
| 15  |  |  | Gary Harkins    | Dundee      |
| 12  |  |  | Richie Foran    | Inverness   |
| 12  |  |  | Leigh Griffiths | Dundee      |
| 11  |  |  | John Baird      | Airdrie Utd |